# 匡智會
匡智會（英語：Hong Chi Association；前身為「香港弱智人士服務協進會」）於1965年成立，是香港最具規模專為智障人士服務的非牟利機構。「匡」是匡扶、幫助的意思，而「智」則是指智力，匡智會初期只為4名智障學童提供特殊教育服務，至今共開設104個服務單位，當中包括14間特殊學校、13個社企項目，本著「匡扶智障」的精神為約9,200名不同年齡及不同智障程度的人士提供服務。匡智會總部位於新界東大埔南坑頌雅路松嶺村。

## 創始歷史

### 1964年
- 家長小組在港島堅尼地道佑寧堂詩班室開辦了智障兒童班，當時學生共有四人。

### 1965年
- 第一所專為智障兒童而設的學校—晨崗學校正式成立，共有十二位學童就讀。
- 「香港低能兒童教育協進會」正式成立。

### 1966年
- 於九龍開辦一所中文特殊學校，當時共有三名學生。

### 1968年
- 晨崗學校興建新校舍，其後易名為香港晨崗學校。[1]

### 1969年
- 首次舉行售旗日。

## 架構
| 創辦人： 彭勵治 夫人（Lady Bremridge） 行政人員 - 總幹事 林純純女士 | 執行委員會 - 主席 邱騰華 先生 - 副主席 張藹頌 女士 蔡少綿 女士 林慧君 女士 潘展聰 先生 蕭偉強 先生 陳傳仁 先生 - 義務秘書 陳傳仁 先生 - 義務司庫 張藹頌 女士 | - 委員 陳曼詩 女士 陳瑞盛 先生 張 偉 先生 江建業 先生 林美蓮 女士 陸思敏 女士 曾翠卿 女士 楊重光 教授 |

## 服務單位

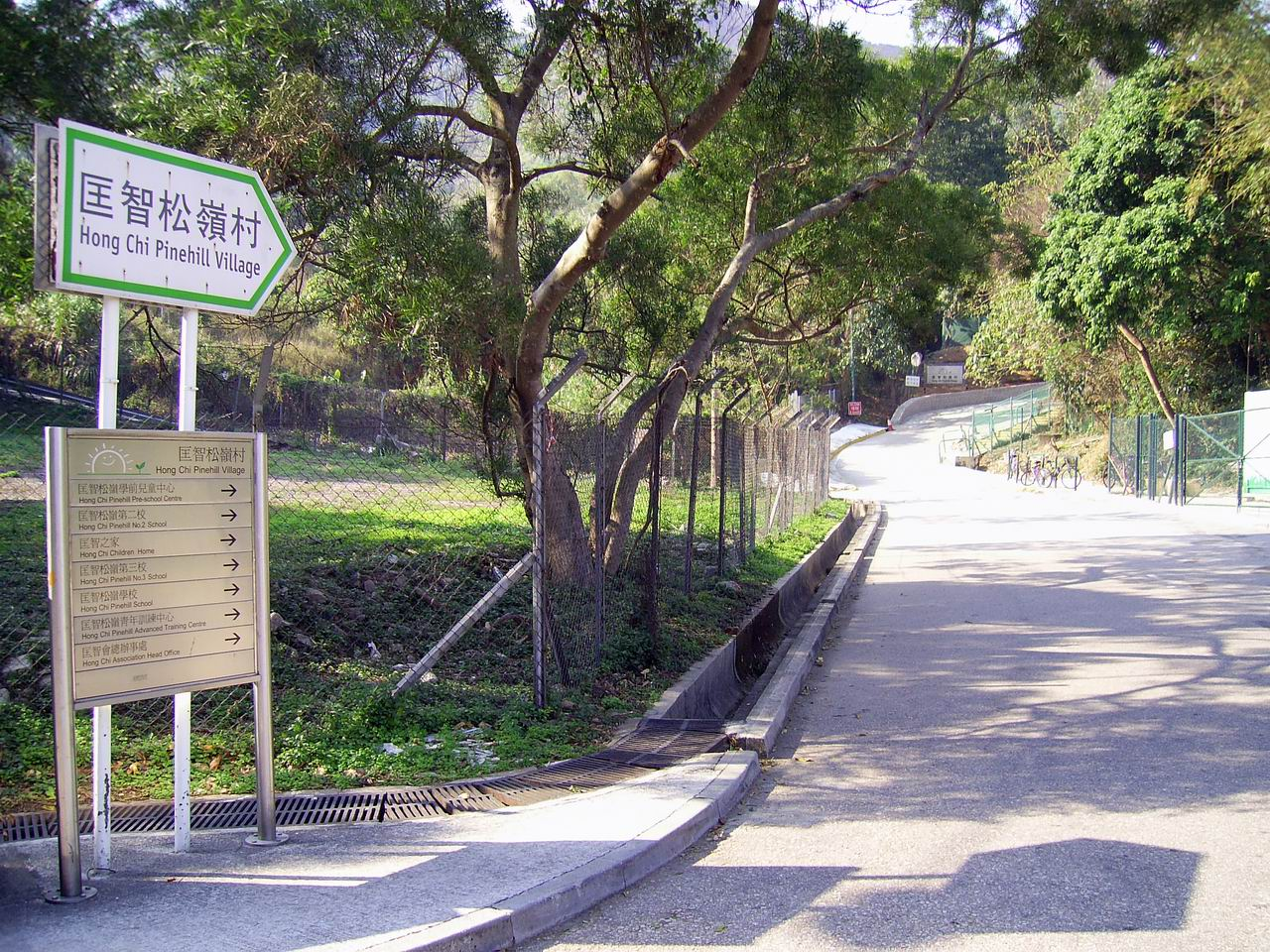
大埔匡智會松嶺村入口

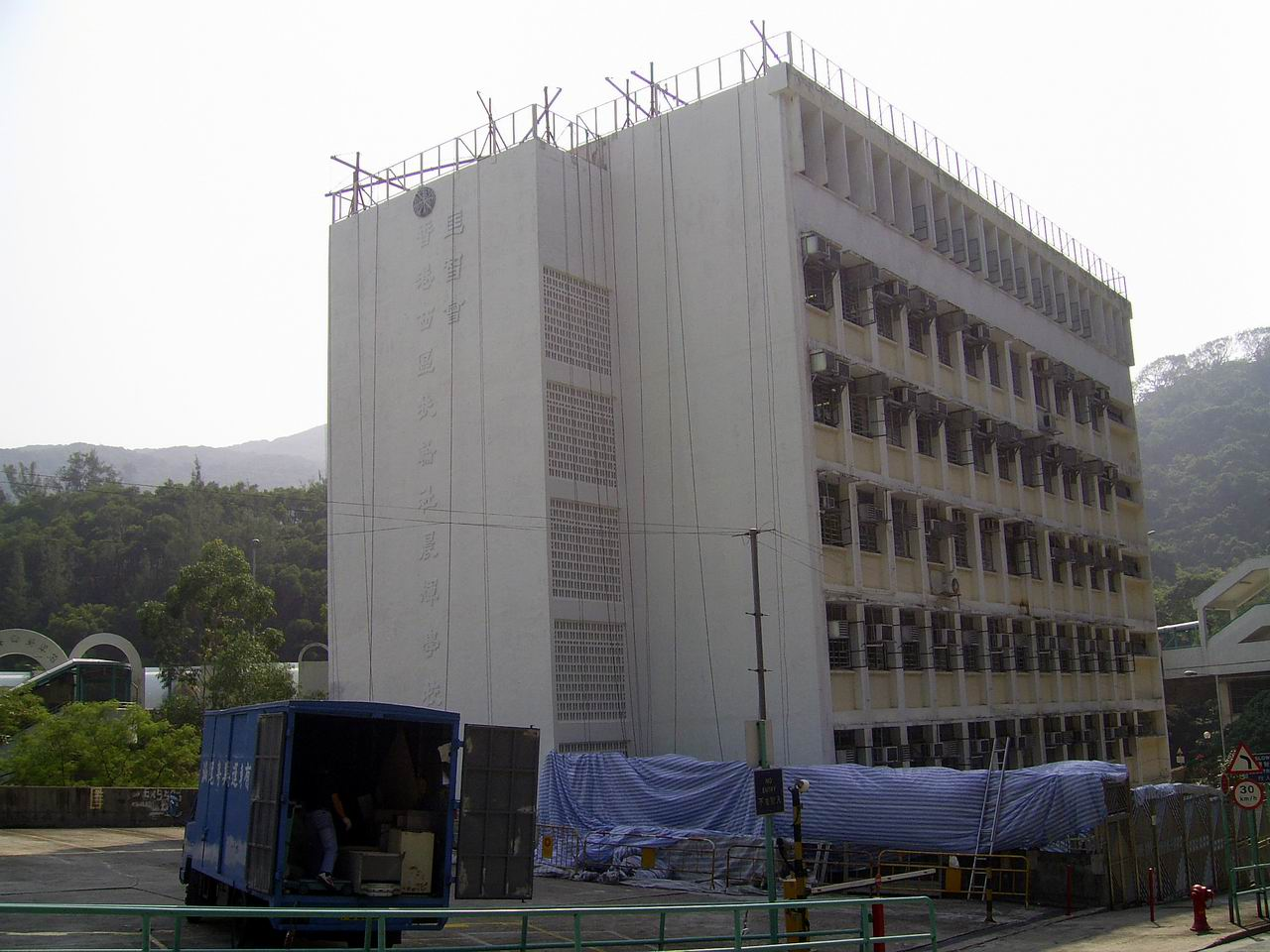
香港西區扶輪社匡智晨輝學校

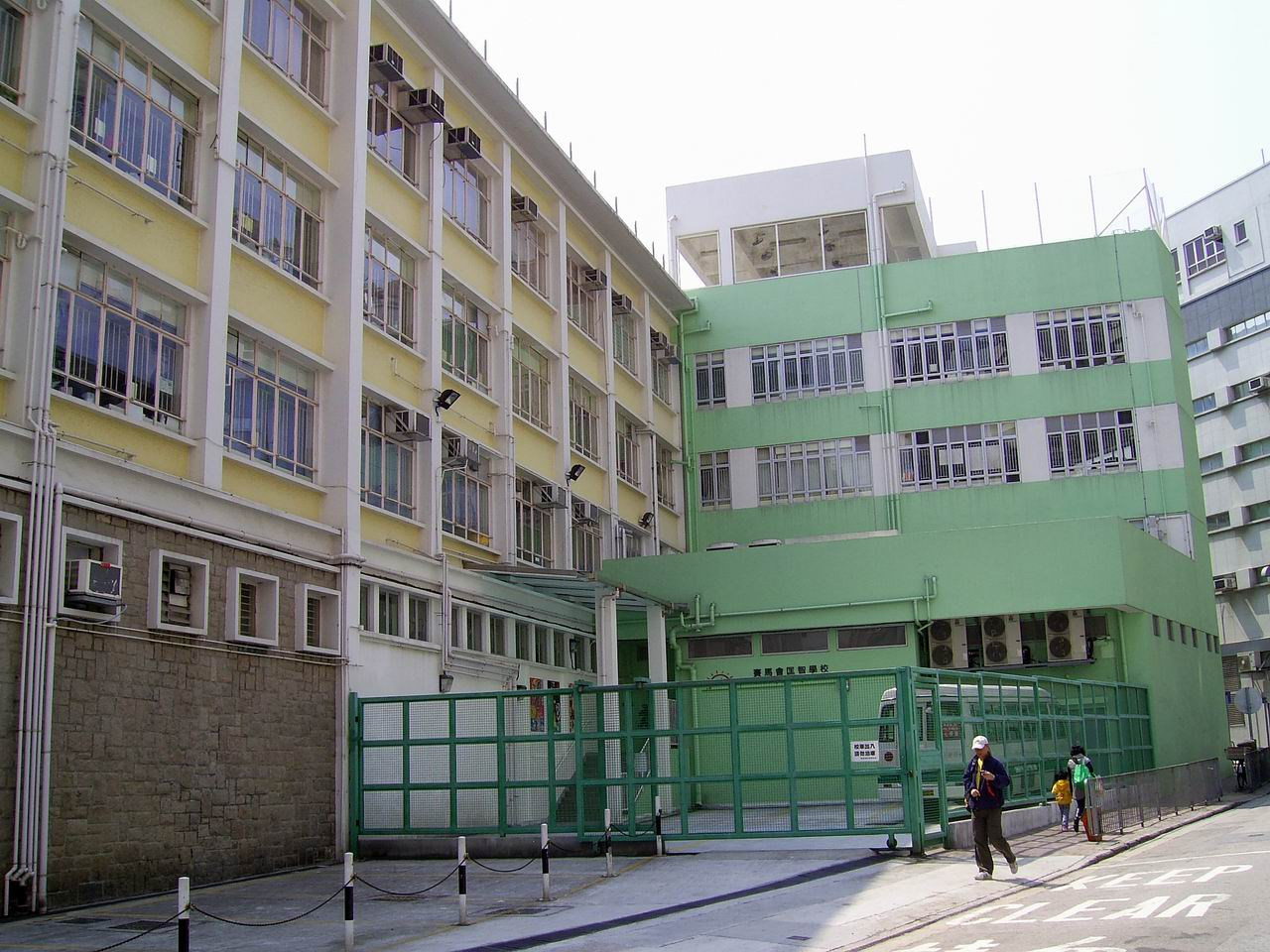
賽馬會匡智學校

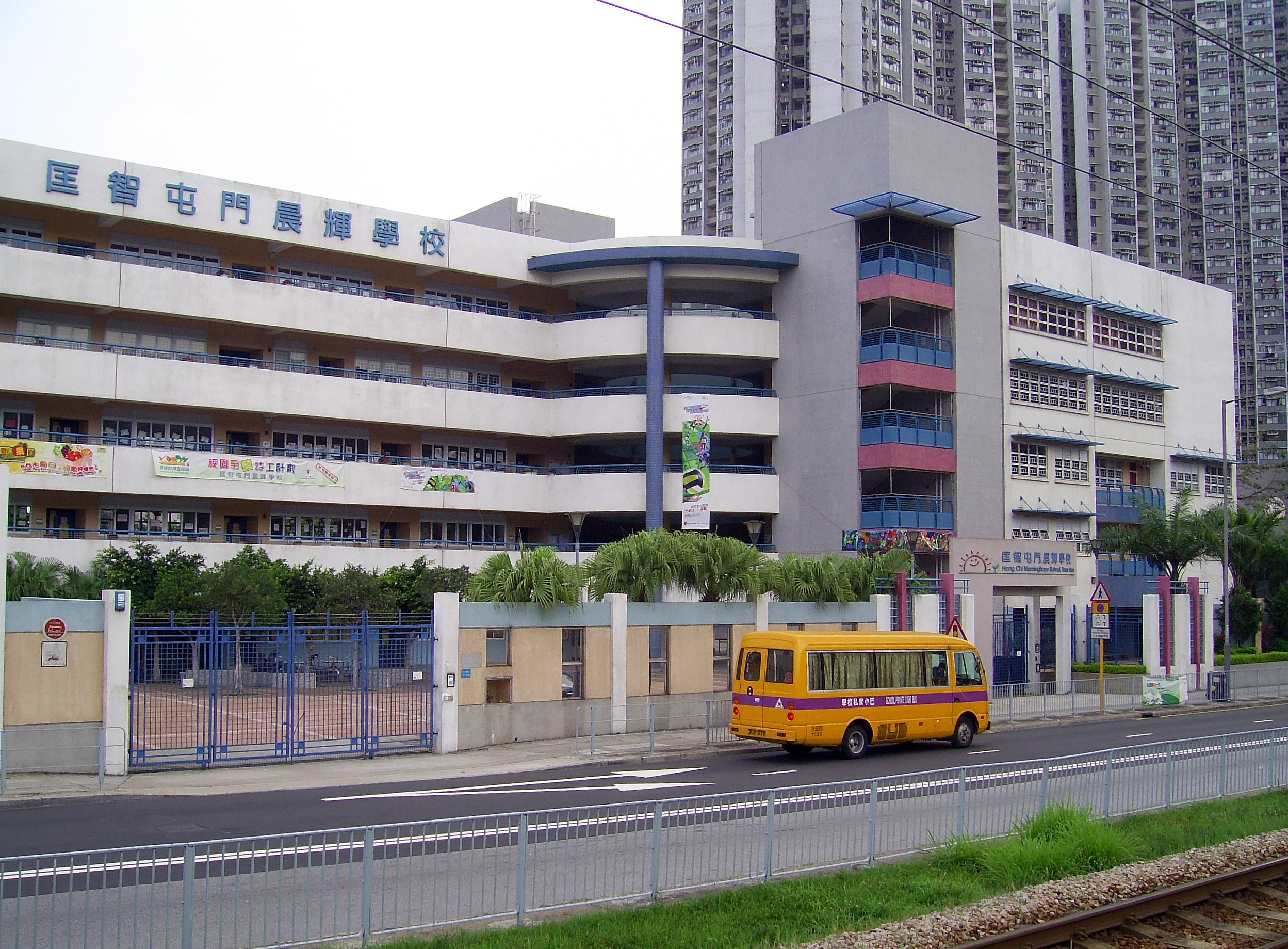
匡智屯門晨輝學校

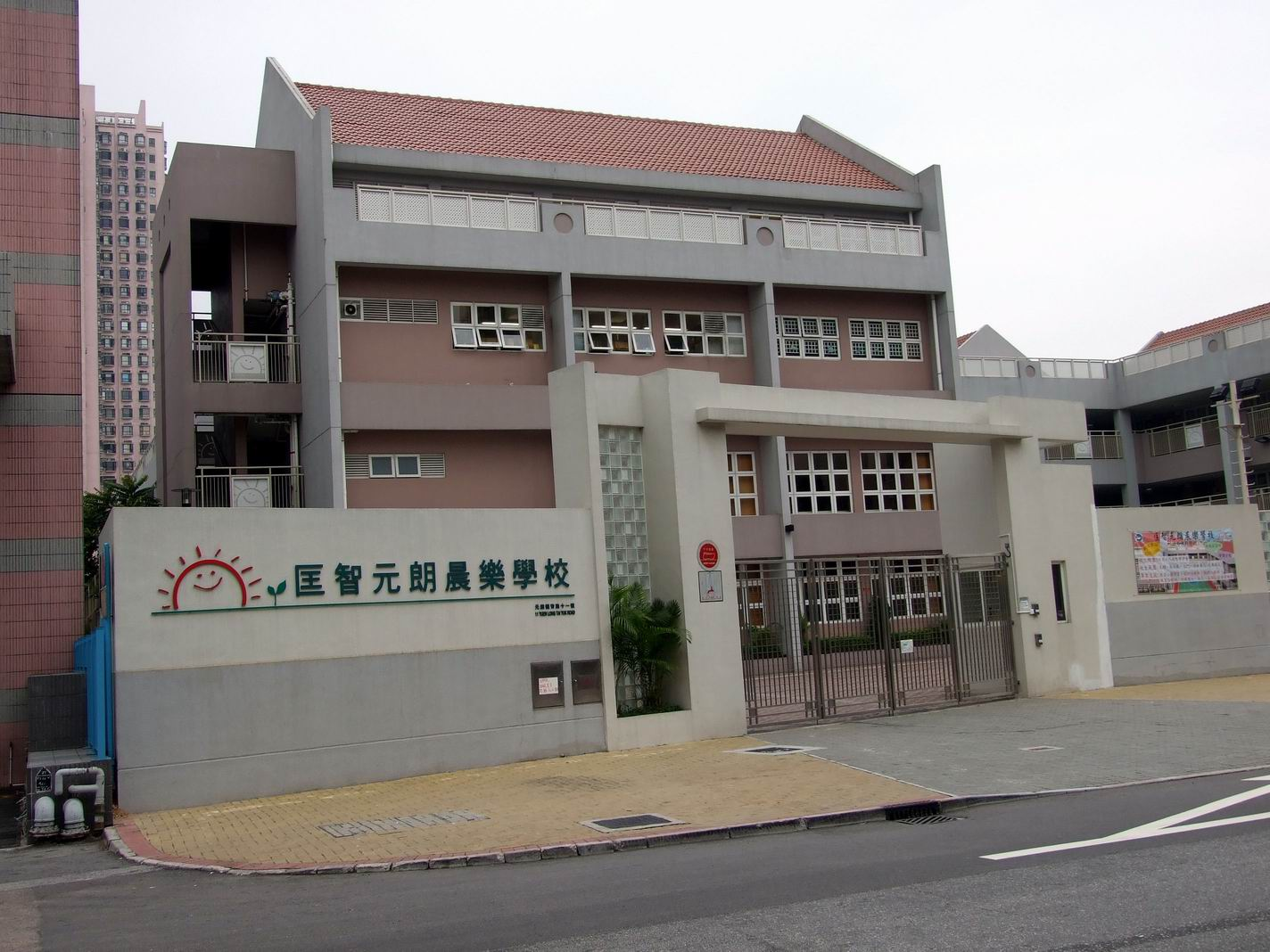
匡智元朗晨樂學校

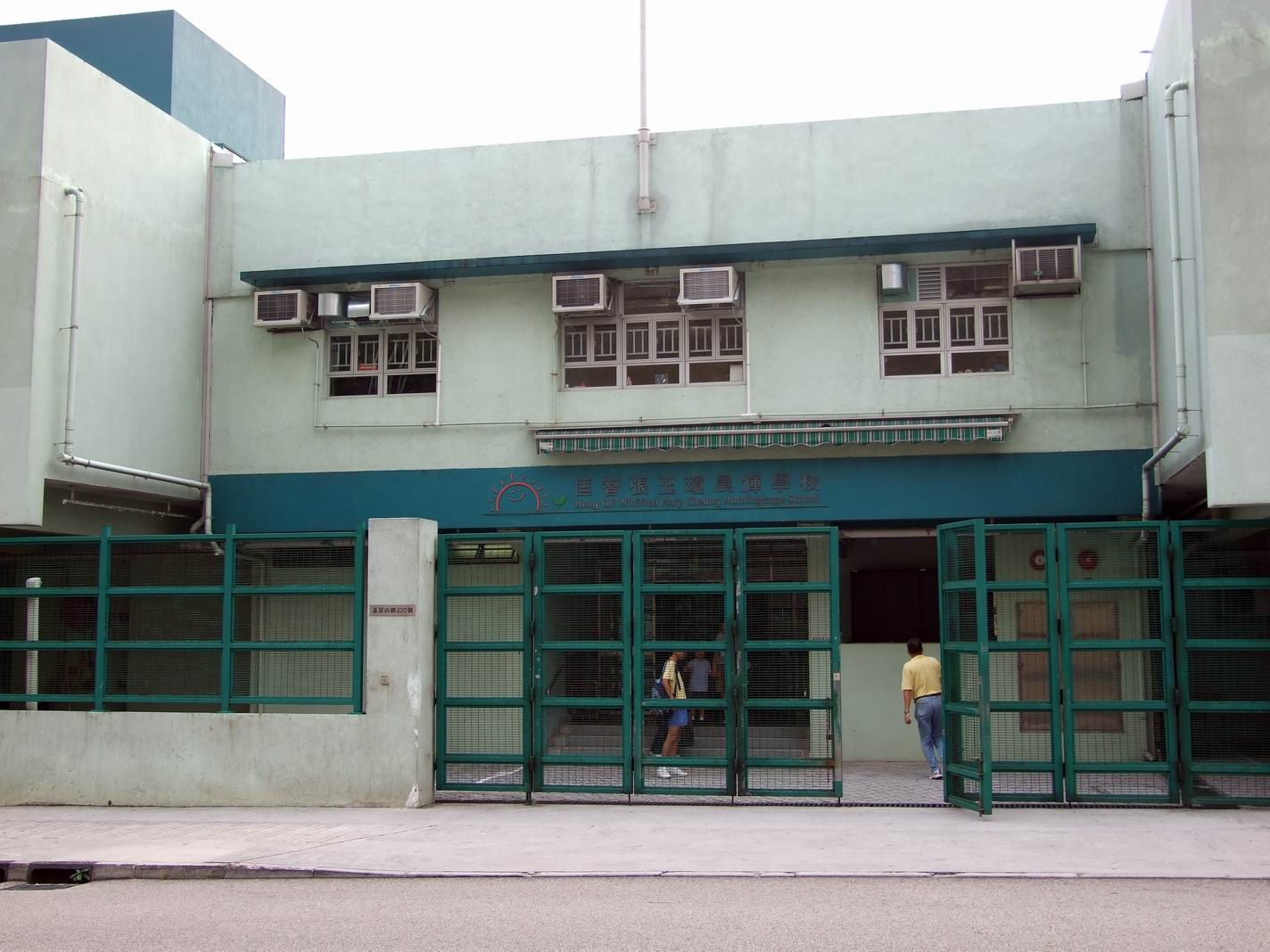
匡智張玉瓊晨輝學校

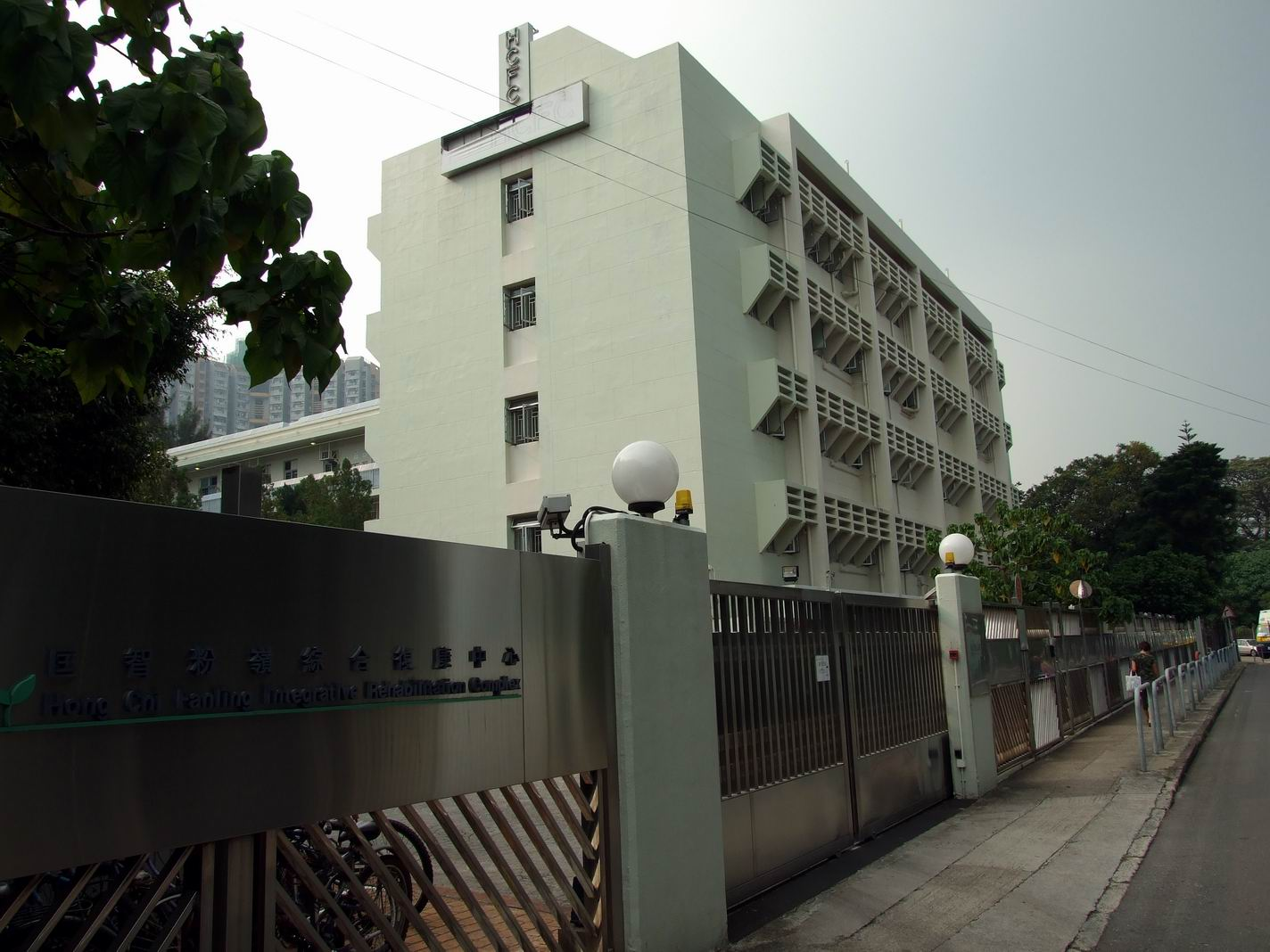
匡智粉嶺綜合復康中心

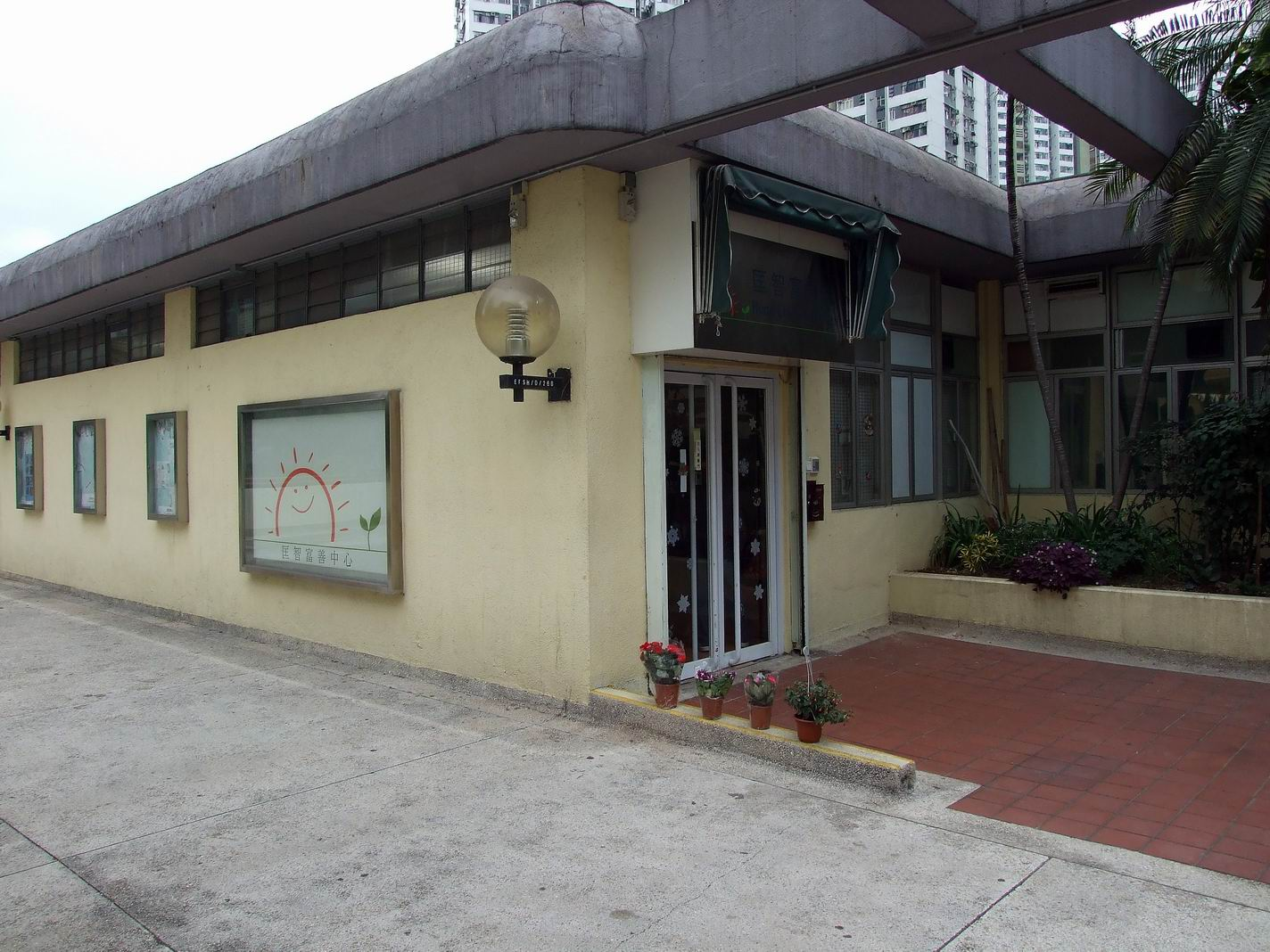
匡智富善中心

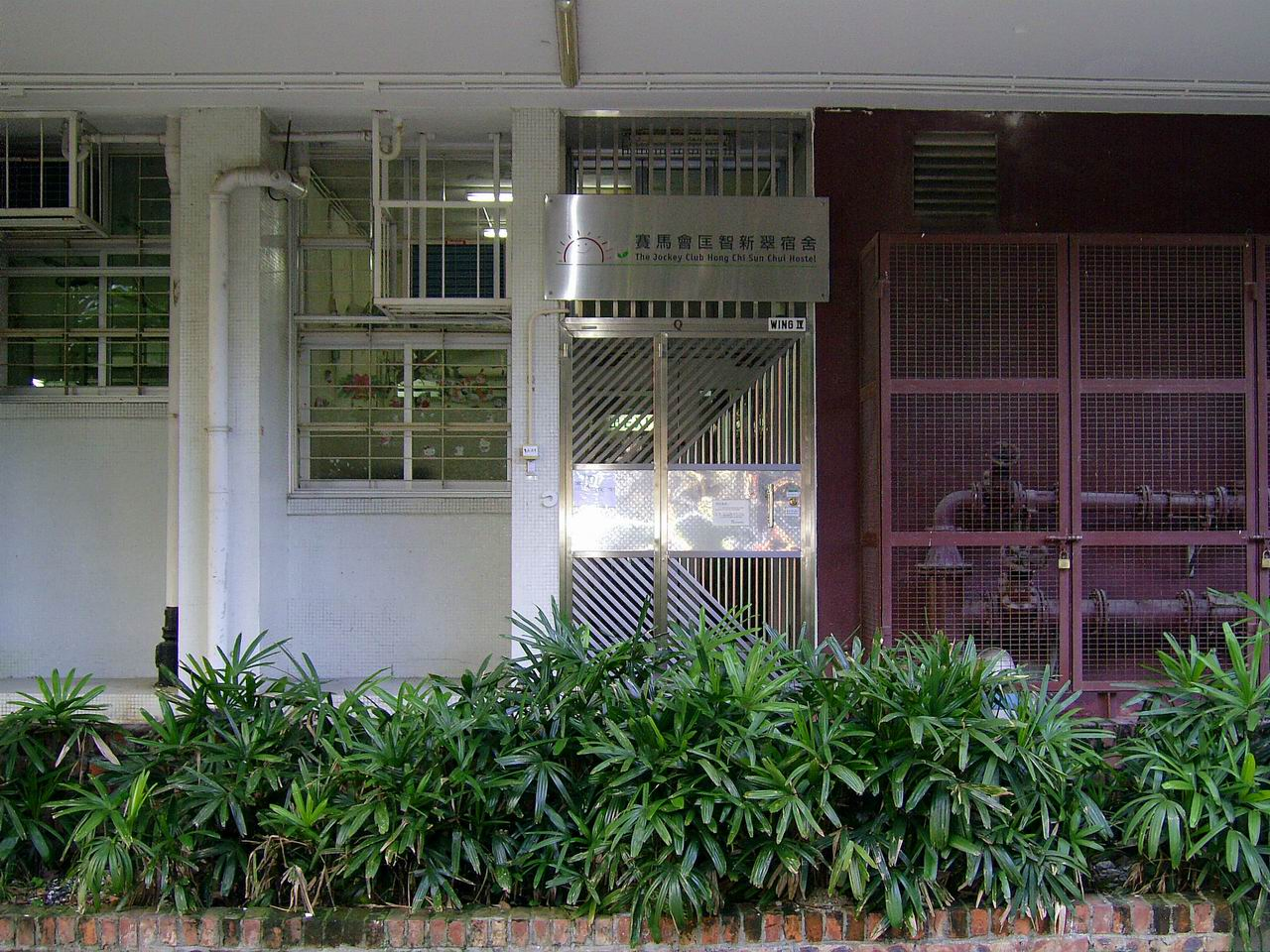
賽馬會匡智新翠宿舍

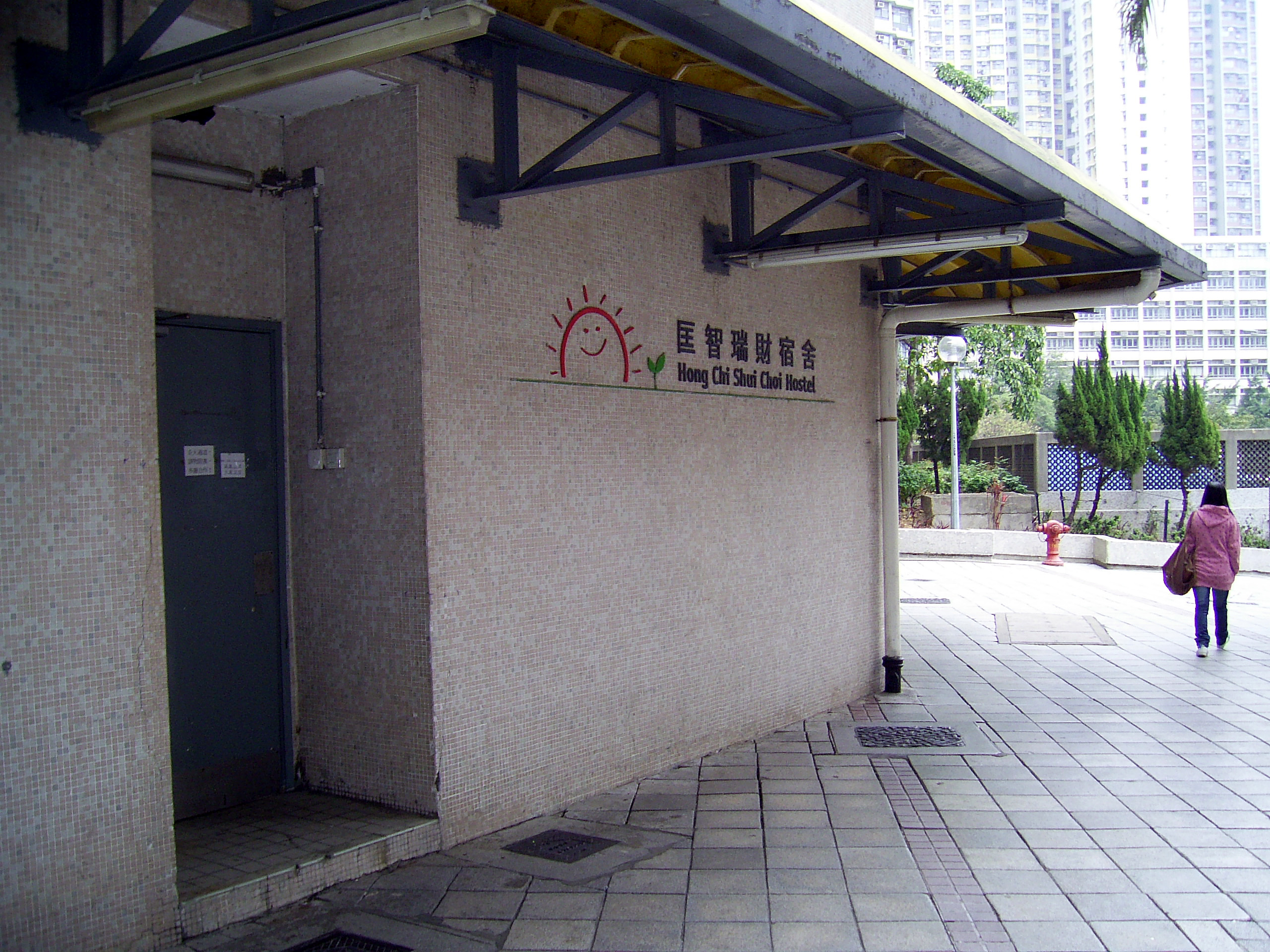
匡智瑞財宿舍

### 特殊學校
匡智會現時共開辦 14 所學校，分輕度、中度、嚴重，及輕、中度混合四個類別。輕、中度混合學校為匡智會首創的教育服務。
1. 匡智獅子會晨崗學校（輕度）：匡智會於1965年創辦香港第一所專為智障人士而設的特殊學校。
2. 香港西區扶輪社匡智晨輝學校（輕、中度混合）
3. 賽馬會匡智學校（页面存档备份，存于）（中度）
4. 匡智翠林晨崗學校（輕度）
5. 匡智松嶺學校（页面存档备份，存于）（中度）
6. 匡智松嶺第二校（页面存档备份，存于）（嚴重，連住宿部）
7. 匡智松嶺第三校（页面存档备份，存于）（嚴重，連住宿部）
8. 匡智屯門晨崗學校（輕度）
9. 匡智屯門晨曦學校（中度）
10. 匡智屯門晨輝學校（輕度）
11. 匡智元朗晨曦學校（中度）
12. 匡智元朗晨樂學校（中度，連住宿部）
13. 匡智張玉瓊晨輝學校（輕、中度混合）
14. 匡智紹邦晨輝學校（輕、中度、嚴重混合，連住宿部）

### 兒童服務
- 匡智之家
- 匡智地區言語治療服務隊（屯門及天水圍）
- 匡智松嶺學前兒童中心
- 匡智廣福學前兒童中心
- 匡智匡晴計劃
- 匡智水泉澳之家

### 成人服務
日間展能服務
匡智會為中度至嚴重智障人士開設了8所展能中心，訓練學員自理及社交技能，同時鼓勵他們做簡易的工作。
- 匡智賽馬會松嶺日間活動及住宿大樓
- 匯豐銀行慈善基金匡智鳳德中心
- 匡智藍田中心
- 匡智富善中心
- 匡智梨木樹中心
- 匡智太平中心
- 匡智山景中心
- 匡智運頭塘中心
- 匡智瑞財中心
- 匡智粉嶺綜合復康中心 - 展能中心

地區支援服務
- 匡智地區支援中心 (觀塘西)
- 匡智地區支援中心 (新界北區)
- 匡智大埔/北區租用巴士接載學員服務

住宿服務及輔助宿舍
- 匡智粉嶺綜合復康中心
- 匡智水泉澳綜合復康中心
- 匡智賽馬會松嶺日間活動及住宿大樓
- 匡智賽馬會松嶺宿舍
- 匡智富亨宿舍
- 匡智富善宿舍
- 匡智梨木樹宿舍
- 匡智愛東宿舍
- 賽馬會匡智新翠宿舍
- 匡智瑞財宿舍
- 匯豐銀行慈善基金匡智東頭宿舍
- 賽馬會匡智大元宿舍
- 匡智松嶺綜合職業訓練中心-廣福宿舍

綜合職業復康服務及就業輔導服務
匡智會開辦的工場分別位於大埔、沙田、小西灣及馬頭角，為未能公開就業或參加輔助就業計劃的輕、中度智障人士，在庇護的環境下提供就業機會。另外，亦設有就業輔導服務，特別為能力較高的輕，中度智障成年人尋找公開就業機會，並提供職前訓練及在職跟進服務。
- 賽馬會匡智小西灣工場
- 匡智馬頭角工場
- 賽馬會匡智新翠工場
- 匡智廣福慧妍雅集工場
- 匡智松嶺綜合職業康復服務中心
- 匡智松嶺綜合職業訓練中心
- 匡智水泉澳綜合復康中心 - 聚源坊
- 匡智就業輔導服務
- 匡智就業服務-進階訓練計劃
- 匡智馬頭角工場
- 匡智在職培訓計劃
- 匡智坊
- 匡智陽光路上培訓計劃

藝能發展及教育服務
- 匡智成人教育服務
- 匡智賽馬會展藝坊
- 匯豐銀行慈善基金匡智社區教育學院
- 匡智松嶺綜合職業訓練中心-應用學習課程
- 匡智賽馬會會議堂
- 松藝廊
- 智閃亮生涯規劃

專業支援服務
- 匡智粉嶺綜合復康中心-專業治療部
- 駐機構臨床心理學服務
- 駐機構職業治療服務
- 駐機構物理治療服務
- 駐機構言語治療服務

### 社會企業
本會透過開辦不同類型自負盈虧的社會企業項目，致力提供多元化的工作機會，讓智障學員在真實的工作環境中接受在職培訓，藉此探索自己的工作發展方向、建立自我價值及提昇競爭力，以實踐公民責任，貢獻社群。
- Café Graze
- hc:Bakery
- hc:Farm
- hc:Café @ JC HQ
- hc:Café @ JC Shatin CC
- hc:Café @ Pinehill
- hc:Café @ Kowloon Bay
- hc:Kiosk(Refreshment Services)
- hc:Kitchen
- hc:Lam Soon
- 匡智超卓服務隊
- 賽馬會匡智居
- 辦公室支援服務

環保項貝：
- 綠在大埔
- 綠在元朗

## 曾舉辦的大型活動
匡智會為籌募經費，早於1969年開始舉辦賣旗籌款。於2005年開始舉辦「匡智慈善跑樓梯大賽（页面存档备份，存于）」。

## 外部連結
- 匡智會官方網站（页面存档备份，存于）
- 匡智會的Facebook專頁
- 匡智會的Instagram帳戶
- 匡智社會企業部（页面存档备份，存于）

1. ↑  由來：第一位檢定教師名為希爾（Hill，意譯「山崗」）夫人，每早學童到校時也會喚聲：「Good Morning Mrs Hill（早晨！希爾夫人。）」，故學校於七月就正式改名為Morninghill School，中文譯名「晨崗學校」。